# 比利時郵政

比利時郵政（Bpost），是比利時的郵政企業，也是比利時最大的雇主之一, 提供包括郵政、金融在內的多樣服務。公司總部位於布魯塞爾。比利時政府擁有比利時郵政過半股權。

## 外部連結
- 维基共享资源上的相關多媒體資源：比利時郵政
- 官方网站